# Heuchin
Heuchin (Nederlands: Helkijn of Helkin) is een gemeente in het Franse departement Pas-de-Calais (regio Hauts-de-France) en telt 535 inwoners (2004). De plaats maakt deel uit van het arrondissement Arras.

## Geografie
De oppervlakte van Heuchin bedraagt 8,2 km², de bevolkingsdichtheid is 65,2 inwoners per km².
De onderstaande kaart toont de ligging van Heuchin met de belangrijkste infrastructuur en aangrenzende gemeenten.

## Demografie
Onderstaande figuur toont het verloop van het inwonertal (bron: INSEE-tellingen).